# Томас Фіцджеральд, 2-й граф Кілдер

Герб ФітцДжеральдів.

Томас Фітцджон Фітцджеральд (англ. Thomas FitzGerald, 2nd Earl of Kildare; ? — 9 квітня 1328) — ІІ граф Кілдер, ірландський аристократ, пер Ірландії, лорд-юстиціарій Ірландії.

## Життєпис
Томас ФітцДжон ФітцДжеральд був старшим сином Джона ФітцДжеральда — І графа Кілдер, IV лорда Оффалі та його дружини Бланш Роше — дочки Джона Роше — лорда Фермой. Томас ФітцДжон ФітцДжеральд — ІІ граф Кілдер був призначений командиром армії в 30 000 чоловік для війни з Едвардом Брюсом, що був коронований верховним королем Ірландії. Але в той же час війну проти Едварда Брюса вів лорд Мортімер. Томас ФітцДжеральд так і не встиг приєнадися до війни. Едвард Брюс був розбитий і загинув у війні в 1318 році.
У 1318 році Томас ФітцДжеральд був призначений на посаду лорд-юстиціарія Ірландії — до 1321 року. Потім він був знову призначений на цю ж посаду в лютому 1326 року і був на цій посаді до самої своєї смерті. Помер він в замку Мейнут. Похований у францисканському монастирі в Кілдері.

## Шлюб і діти
Томас ФітцДжон ФітцДжеральд — ІІ граф Кілдер одружився з Джон де Бург (пом. 23 квітня 1359) — третьою дочкою Річарда де Бурга — ІІ графа Ольстер. Шлюб відбувся в замку Грінкастл, що в графстві Даун. У них були діти:
- Джон ФітцДжеральд (1314—1323)
- Річард ФітцДжеральд — ІІІ граф Кілдер (1317 — 7 липня 1329) — помер в Раханган. Він був похований по праву сторону від могили свого батька.
- Моріс Фітцджеральд — IV граф Кілдер